# La Petite Vivandière
Pour plus de détails, voir Fiche technique et Distribution.
La Petite Vivandière (titre original : Johanna Enlists) est un  film muet américain réalisé par William Desmond Taylor, sorti en 1918.

## Synopsis
Johanna Renssaller, qui vit dans une ferme de Pennsylvanie avec ses parents, son frère et ses sœurs, rêve d'avoir un fiancé qui apporterait romance et excitation dans sa vie monotone. Ce rêve se réalise lorsqu'un régiment entier de recrues pour la Première Guerre mondiale campe sur les terres de la ferme. Devenue d'un coup le centre de toutes les attentions, Johanna décide de s'embellir en prenant un bain de lait à la laiterie, mais, alors qu'elle en train de se baigner, le jeune Lieutenant Le Roy fait irruption. Les cris de Johanna attirent le soldat Vibbard, qui insulte le lieutenant, ce qui sera la cause de son arrestation. Les deux hommes sont amoureux de Johanna, mais à la cour martiale elle rencontre le Capitain Van Rensaller, dont elle tombe amoureuse. Le Roy abandonne les charges contre Vibbard, et Johanna part avec le capitaine pour se marier.

## Fiche technique
- Titre original : Johanna Enlists
- Titre français : La Petite Vivandière
- Réalisation : William Desmond Taylor
- Assistant : Frank Richardson
- Scénario : Frances Marion, d'après la nouvelle The Mobilization of Johanna de Rupert Hughes
- Direction artistique : Wilfred Buckland
- Photographie : Charles Rosher
- Production exécutive : Mary Pickford
- Société de production : Mary Pickford Film Corporation
- Société de distribution : Famous Players-Lasky Corporation
- Pays de production :  États-Unis
- Langue originale : anglais
- Format : Noir et blanc — 35 mm — 1,37:1 - Film muet
- Genre : comédie dramatique
- Durée : 72 minutes (longueur de pellicule : 1.337,45 mètres)
- Date de sortie : 
  - États-Unis : 29 septembre 1918

## Distribution
- Mary Pickford : Johanna Renssaller
- Anne Schaefer : Ma Renssaller
- Fred Huntley : Pa Renssaller
- Monte Blue : Soldat Vibbard
- Douglas MacLean : Capitaine Archie van Renssaller
- Emory Johnson : Lieutenant Frank Le Roy
- John Steppling : Major Wappington
- Wallace Beery : Colonel Fanner
- Wesley Barry : le frère de Johanna
- June Prentis : une des sœurs jumelles de Johanna
- Jean Prentis : une des sœurs jumelles de Johanna

## Autres sources
- (en) Pickford: The Woman Who Made Hollywood d'Eileen Whitfield - University Press of Kentucky -  (ISBN 9780813191799)